# Jérôme K. Jérôme Bloche
Jérôme K. Jérôme Bloche (en català Gerard K. Gerard Bloch) és una sèrie de còmics detectivesca francesa creada pel dibuixant Alain Dodier i els guionistes Serge Le Tendre i Pierre Makyo. Ha estat publicada des de 1982 a Spirou i després, al 1985, per Dupuis.
El nom del personatge està inspirat en el de l'escriptor humorístic anglès Jerome K. Jerome.

## Característiques de la sèrie
Jérôme és un xicot d'uns vint anys pel-roig i amb ulleres, d'eterna aparença juvenil, que viu a París. Apassionat per la investigació, col·lecciona sirenes de policia, segueix un curs per correspondència com a detectiu privat, tradueix al francès novel·les policíaques, va amb un ciclomotor, és un maldestre increïble que té por a la foscor i té un pòster de Humphrey Bogart penjat a la seva habitació (ell mateix vesteix impermeable i un barret). I, malgrat això, és capaç, encara que no sempre d'una manera ortodoxa i planificada per ell, de resoldre els diferents assassinats amb que es va trobant ajudat, sempre, per la seva xicota Babette.
La recerca de la veritat és la seva raó existencial, sense emetre dilemes morals, tot i que a vegades no lliura el culpable a la policia. La trama de les històries és força clàssica. Les aventures passen a l'època contemporània, en funció de l’any d’edició de l’àlbum. Les històries s'ambienten en escenaris semi-bucòlics, en els quals de sobte irromp el crim, com la comunitat pesquera de Port-Lesco ("La venjança del passat"), el poblet de Bergués o en el castell de La Rochelle de "Els homes de paper" que tan aclaparament remet a l'illa dels Deu negrets d'Agatha Christie.
El món proper en que viu Jérôme és tan important com la intriga policial mateixa. El barri on viu, els seus amics, i fins i tot la seva promesa, formen un conjunt homogeni que es va construint a mesura que apareixen nous àlbums. Cada àlbum s'enriqueix amb nous personatges, les vides dels quals, els dos protagonistes cerquen respostes per descobrir l'explicació de l'enigma.

### Personatges
Babette (de nom real Élisabeth Kalouguine). És la xicota de Jérôme que treballa d’hostessa a Air France. Babette encarna el pragmatisme, mentre Jérôme desentrella les intrigues. Com Jérôme no té carnet de conduir, és Babette qui condueix el seu dos cavalls. A mesura que avancen els àlbums el seu personatge cobra importància. El guionista Dodier va modificar la realitat dels pares de Babette, que malgrat no aparèixer, en fa referència al pare a l'àlbum Zelda, quan el mateix Jérôme l'hi truca per telèfon i parla amb ell. En canvi, en un àlbum posterior, Post mortem, la mare de Babette fa uns quants anys que ha mort i el seu pare va desaparèixer de casa quan Babette encara era molt petita. La reaparició sobtada d'aquest pare que ella creia mort juga un paper important en el cas que investiga Jérôme.
Madame Zelda. El seu nom real és Carole. És una clarivident molt eficaç i una antiga actriu. Vídua d'un diplomàtic, viu a l'apartament de sota del de Jérôme. De vegades contracta Jérôme perquè l'ajudi a preparar una consulta.
Madame Rose. Portera de l'edifici on viu Jérôme. Manté una relació sentimental amb René, el carter.
Burhan Seif el Din. Botiguer del barri d’un negoci 7/7. Pare de família nombrosa i president d’una associació de nens, detesta que li diguin Ahmed, un sobrenom que li han posat la majoria de veïns del barri.
Oncle Sébastien. L'oncle de Jérôme, l'únic membre directe conegut de la seva família. Home auster i irascible, viu a Bergués amb la seva dona i la seva mare i dirigeix una empresa d'importació.
Arthur. Amic de Jérôme. És un sacerdot que apareix de sobte (àlbum: La Marionnette) i s'integra a la sèrie directament com si fos un vell amic.

## Títols en català
Els cinc primers àlbums, amb el nom de Gerard K. Gerard Bloch, han estat publicats en ordre cronològica, per l'editorial Barcanova. La versió en català ha estat traduïda per Albert Jané.
- L'ombra que mata (1990)
- Els homes de paper (1990)
- A vida o mort (1991)
- La venjança del passat (1991)
- Joc a tres bandes (1991)

## Títols originals en francès
Àlbums originals en francès.
- 1982: L’Ombre qui tue
- 1985: Les Êtres de papier
- 1986: À la vie, à la mort
- 1986: Passé recompos
- 1987: Le Jeu de trois
- 1989: Zelda
- 1991: Un oiseau pour le chat
- 1992: Le Vagabond des dunes
- 1993: L’Absent
- 1995: Un bébé en cavale
- 1996: Le Cœur à droite
- 1997: Le Gabion
- 1998: Le Pacte
- 2000: Un fauve en cage
- 2001: La Comtesse
- 2002: La Lettre
- 2003: La Marionnette
- 2005: Un petit coin de paradis
- 2006: Un chien dans un jeu de quilles
- 2007: Fin de contrat
- 2009: Déni de fuite
- 2011: Mathias
- 2012: Post Mortem
- 2014: L’Ermite
- 2016: Aïna
- 2017: Le Couteau dans l’arbre
- 2019: Contrefaçons
- 2022: Et pour le pire